# Schlumbergera microsphaerica
A Schlumbergera microsphaerica faj egy szokatlan és ritkán tartott karácsonyi kaktusz, vegetatív állapotban erősen különbözik rokonaitól.

## Elterjedése és élőhelye
Brazília: Minas Gerais, Espírito Santo, Rio de Janeiro tartományok; Serra do Caparaó és Serra do Itatiaya hegyvidékei. Epifita vagy litofita növény, 2200–2800 m tengerszint feletti magasságban. Kiszáradva enyhe fagyot is képesek tövei átvészelni. Kultúrában enyhe téli hideget igényel.

## Jellemzői
Lecsüngő, vagy részben felegyenesedő hajtásrendszerű növény, az idősebb szártagok végén 2-3 új ág fejlődik. Minden szegmens hengeres vagy nyújtott, esetleg kör keresztmetszetű. Az enyhén zigomorf virágok a fiatal szegmensek csúcsain fejlődnek tavasszal. Virágai bíborlilák, 4,5 cm hosszúak, öntermékenyek. A virágok elszáradása után körte alakú, bordázott termései fejlődnek.

## Rokonsági viszonyai
Az Epiphyllanthus subgenus tagja. A faj nem kereszteződik más Schlumbergera fajokkal. Egy fehér virágú alakot leírtak Schlumbergera microsphaerica ssp. candida néven, mely csupán a típuspéldánya alapján ismert, minden más gyűjtött példányának rózsaszín a virága. Minden bizonnyal csak a törzsalak spontán megjelent atipikus formája.